# Noblesse mongole
 (juin 2024).
La mise en forme du texte ne suit pas les recommandations de Wikipédia : il faut le « wikifier ».
Les points d'amélioration suivants sont les cas les plus fréquents. Le détail des points à revoir est peut-être précisé sur la page de discussion.
- Les titres sont pré-formatés par le logiciel. Ils ne sont ni en capitales, ni en gras.
- Le texte ne doit pas être écrit en capitales (les noms de famille non plus), ni en gras, ni en italique, ni en « petit »…
- Le gras n'est utilisé que pour surligner le titre de l'article dans l'introduction, une seule fois.
- L'italique est rarement utilisé : mots en langue étrangère, titres d'œuvres, noms de bateaux, etc.
- Les citations ne sont pas en italique mais en corps de texte normal. Elles sont entourées par des guillemets français : « et ».
- Les listes à puces sont à éviter, des paragraphes rédigés étant largement préférés. Les tableaux sont à réserver à la présentation de données structurées (résultats, etc.).
- Les appels de note de bas de page (petits chiffres en exposant, introduits par l'outil «  Source ») sont à placer entre la fin de phrase et le point final[comme ça].
- Les liens internes (vers d'autres articles de Wikipédia) sont à choisir avec parcimonie. Créez des liens vers des articles approfondissant le sujet. Les termes génériques sans rapport avec le sujet sont à éviter, ainsi que les répétitions de liens vers un même terme.
- Les liens externes sont à placer uniquement dans une section « Liens externes », à la fin de l'article. Ces liens sont à choisir avec parcimonie suivant les règles définies. Si un lien sert de source à l'article, son insertion dans le texte est à faire par les notes de bas de page.
- La présentation des références doit suivre les conventions bibliographiques. Il est recommandé d'utiliser les modèles {{Ouvrage}}, {{Chapitre}}, {{Article}}, {{Lien web}} et/ou {{Bibliographie}}. Le mode d'édition visuel peut mettre en forme automatiquement les références.
- Insérer une infobox (cadre d'informations à droite) n'est pas obligatoire pour parachever la mise en page.

Pour une aide détaillée, merci de consulter Aide:Wikification.
Si vous pensez que ces points ont été résolus, vous pouvez retirer ce bandeau et améliorer la mise en forme d'un autre article.

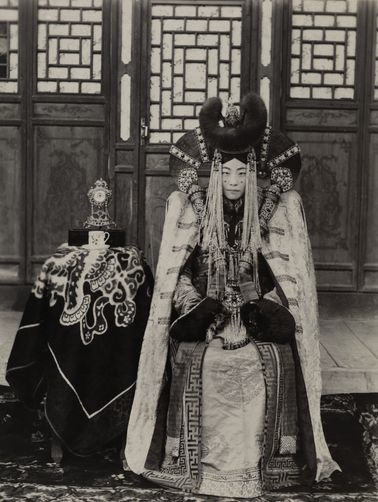
Une noble mongole Khalkha (vers  1908)

La Noblesse mongole (Mongol: ᠢᠵᠠᠭᠤᠷᠲᠠᠨ; yazgurtan; ᠰᠤᠷᠪᠤᠯᠵᠢᠲᠠᠨ survaljtan) est une classe sociale qui apparait entre le Xe et le XIIe siècle, et devient importante au XIIIe siècle.  Pour l'essentiel, ce sont ses membres qui gouvernent la Mongolie jusqu'au début du XXe siècle.
Le mot utilisé en mongol pour désigner les membres de la noblesse, Yazgurtan, dérive du mot mongol Yazgur, qui signifie « racine ».

## Empire Mongol (1206–1368) et dynastie Yuan (1271–1368)

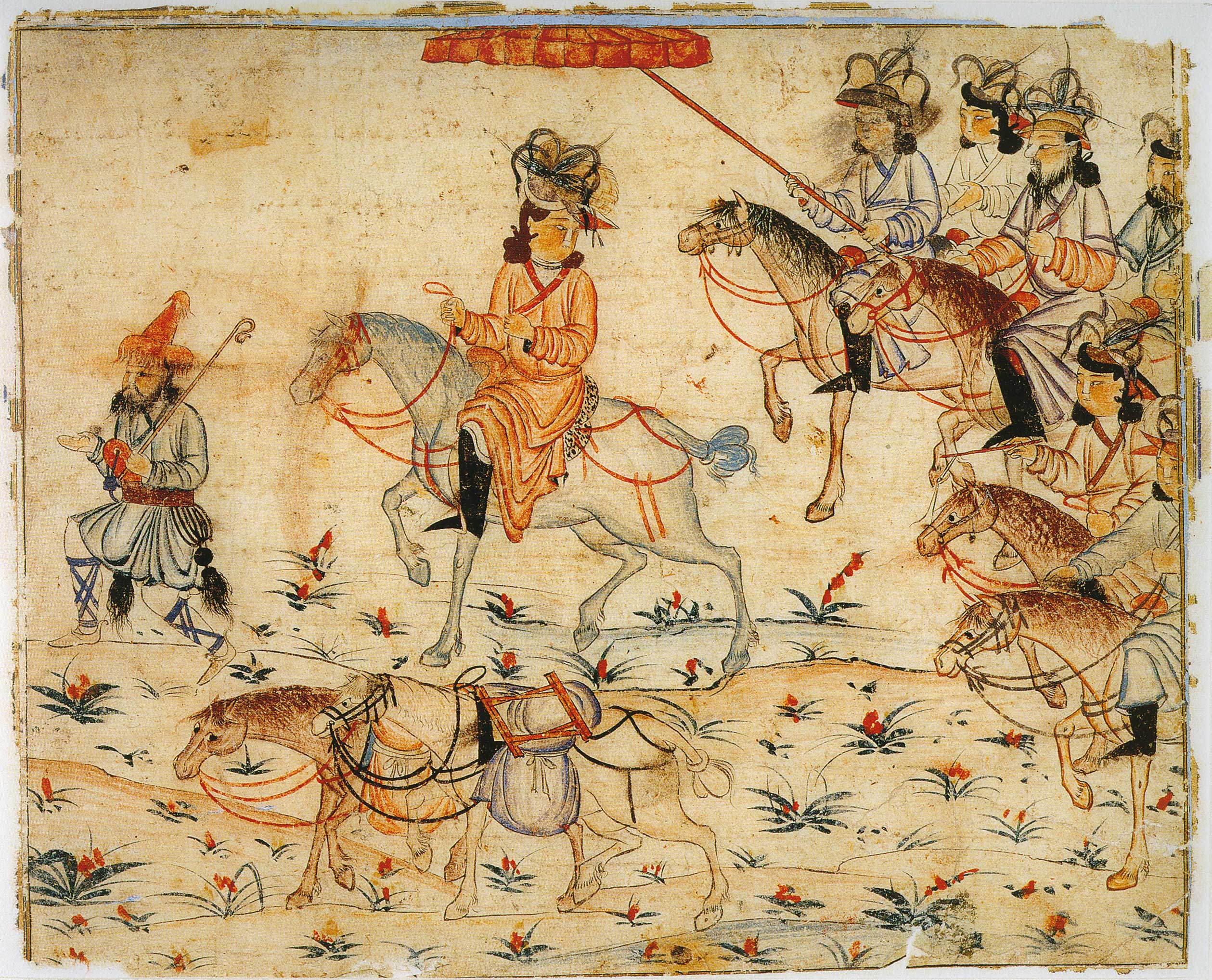
Un dirigeant mongol se déplaçant sur les routes de l’empire. Illustration extraite du Jami' al-tawarikh de Rashid al-Din.

### Titres de noblesse
- Khaan (Khagan, ᠬᠠᠭᠠᠨ), le souverain suprême de l'Empire mongol[1].
- Noyon (ᠨᠣᠶᠠᠨ), signifie "Roi d'un État", désigne le dirigeant d'un État vassal/tributaire de l'Empire Mongol.
- Jinong (ᠵᠢᠨᠤᠩ), signifie "Prince Héritier", l'héritier désigné du Grand Khaan. Sous la dynastie Yuan, le Jinong réside à Karakorum et dirige des cérémonies.
- Khan Khuu (ᠬᠠᠨ ᠬᠦᠦ), signifie "Prince".
- Mirza , un mot d'origine perse qui signifie "Prince".

### Rangs militaires
- Boyan, un général sous les ordres du Khan. il a le commandement d'un Ordu.
- Orlok, commandant d'un Ordu, une unité militaro-administrative de 30 000 soldats ou plus
- Tumetu-iin Noyan, signifie « Commandant d'un Tümen ». Un tümen est une unité militaro-administrative de 10 000 soldats. Il n'y a initialement que neuf tümens dans l'Empire mongol en 1206; mais son expansion fait qu'en 1368, il y a 40 tümens mongols et quatre tümens oïrats[1].
- Mingghan-u Noyan, signifie « Commandant d'un Mingghan". Un mingghan est une unité militaro-administrative de 1,000 soldats[1].
- Jagutu-iin Darga, signifie « Commandant d'un Zuut". Un zuut est une unité militaro-administrative de 100 soldats[1].
- Arban-u Darga, signifie « Commandant d'un Aravt". Un aravt est une unité militaro-administrative de 10 soldats[1].
- Nokud, l'unité de base de l'armée mongole. Les guerriers mongols eux-mêmes étaient considérés comme des nokud, par exemple.
- Kheshig,  une unité de la garde impériale, composée de nobles et de nokuds.
- Cherbi, Titre porté par un commandant de la Kheshig.
- Bahadur, Guerriers nobles mongols, dont certains sont susceptibles d'être enrôlés dans la Kheshig.
- Yurtchi,  l'intendant d'un Ordu. C'est au Yurtchi que revient de gérer toutes les tâches nécessaires pour assurer le bon fonctionnement de l'Ordu.
- Beg, un terme turc signifiant « chef ».

### Titres porté par les femmes nobles
- Khatun (ᠬᠠᠲᠤᠨ; 可敦), signifie "Impératrice" ou "Reine"[1].
- Begum ou Behi (别姬), fait référence à une femme noble. À l'origine, un terme turc utilisé pour désigner l'épouse ou la fille d'un bey.
- Gonji (ᠭᠦᠩᠵᠦ; 公主), fait référence à une princesse ou une femme noble.

## Dynastie Yuan du Nord (1368–1635)

### Titres de noblesse
- Khaan (Khagan), le souverain suprême de la Dynastie Yuan du Nord.
- Khan, titre porté par un seigneur féodal mongol. Au milieu du XVIe siècle, il y a un certain nombre de khans en Mongolie, les seigneurs féodaux locaux commençant à utiliser ce titre. Notez que ce khan est différent du khaan ; ce dernier titre étant réservé uniquement au souverain suprême.
- Jinong (ᠵᠢᠨᠤᠩ, signifie "Prince Héritier", l'héritier désigné du Khaan, qui réside en Mongolie intérieure. À partir du XVe siècle, le titre devient héréditaire et n'est plus réservé exclusivement à l'héritier présomptif du Khaan.
- Khong Tayiji (ᠬᠤᠨ
ᠲᠠᠶᠢᠵᠢ, dérive du terme chinois huangtaizi (皇太子; "Prince Héritier Impérial"). Est utilisé pour faire référence à un descendant de Gengis Khan qui a son propre fief.
- Taiji (ᠲᠠᠶᠢᠵᠢ;), titre porté par un descendant de Gengis Khan.
- Wang, titre porté par un descendant de Jöchi Khasar, ou de tout autre frère de Gengis Khan ayant eu un fief.
- Taishi (ᠲᠠᠢᠱᠢ; Grand Précepteur), titre porté par un noble d'origine non-Bordjiguine qui a son propre fief. Parmi ces nobles, on trouve les descendants des Noyans Tumetu-iin.

### Titres portés par les femmes nobles
- Taihu, la consort du Khaan.
- Khatun , fait référence à une reine consort ou une femme noble de statut équivalent.
- Gonji, fait référence à une princesse ou une femme noble de statut équivalent.
- Behichi (Beiji), fait référence à une princesse consort ou une femme noble de statut équivalent.

## Dynastie Qing (1691–1911) et Khaganat du Bogdo (1911–1924)

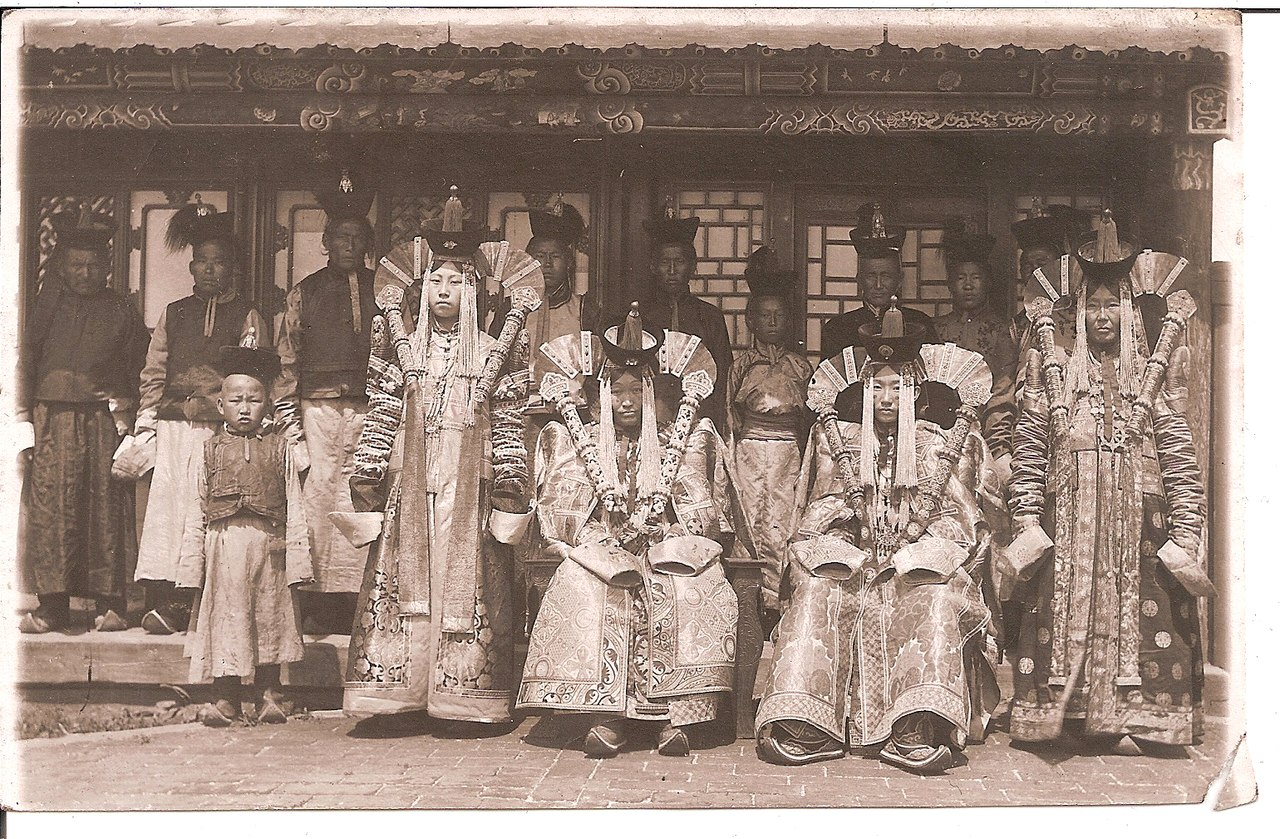
Dames à la Cour de Bogdo Khan.

### Titres de noblesse
- Khan (Хан), fait référence au seigneur d'un hoshun, ou ligue. Notez que ce titre a un statut inférieur à celui du Khaan ou Khagan utilisés sous les dynasties précédentes. Parmi les Mongols Khalkhas, il y a quatre khans : Tushietu Khan, Zasagtu Khan, Secen Khan et Sain Noyan Khan. Dans la région de Kobdo, il y a deux khans : Tögs Hülüg Dalai Khan et Ünen Zorigtu Khan. Malgré l'association des quatre aimags avec ces titres, le pouvoir du khan ne dépasse pas les limites de son hoshun. Un khan s'adresse et communique avec l'empereur Qing comme n'importe quel autre Jasagh (seigneur d'un hoshun).
- Ashan-i hafan (男爵; équivalent de baron), titre spécial décerné aux étrangers (par exemple Alexandre Zanzer Ier) pendant le règne de Bogdo Khan. Un Ashan touche un revenu annuel de 3 500 taels d'argent et 60 rouleaux de soie.

Les six titres suivants sont les mêmes que ceux utilisés par les membres de la noblesse mandchoue. Ces titres sont généralement héréditaires et écrits de manière stylisée, afin de former un titre plus long (par exemple Khorchin Jasagh Darhan Chin-Wang 科爾沁扎薩克達爾罕親王) pour indiquer de quel hoshun est originaire le noble qui le porte.
- Chin Wang (ᠴᠢᠨ ᠸᠠᠩ 親王), fait référence au seigneur d'un hoshun. Un chin wang touche un revenu annuel de 2,600 taels d'argent et 40 rouleaux de soie, et a 60 serfs.
- Giyün Wang (ᠭᠢᠶᠦᠢᠨ ᠸᠠᠩ 郡王), fait référence au seigneur d'un hoshun. Un giyün wang touche un revenu annuel de 1,200–2,000  taels d'argent et 15–25 rouleaux de soie, et a 50 serfs.
- Beile (ᠪᠡᠶᠢᠯᠡ 貝勒), fait référence au seigneur d'un hoshun. Un beile touche un revenu annuel de 600  taels d'argent et 13 rouleaux de soie, et a 40 serfs.
- Beis (ᠪᠡᠶᠢᠰᠡ 貝子), fait référence au seigneur d'un hoshun. Un beis drew touche un revenu annuel de 500  taels d'argent et 10 rouleaux de soie.
- Tushiye Gong (ᠲᠦᠰᠢᠶ᠎ᠡ
ᠬᠦᠩ 鎮國公), fait référence au seigneur d'un hoshun. Un tushiye gong touche un revenu annuel de 300  taels d'argent et 9 rouleaux de soie.
- Tusalagchi Gong (ᠲᠤᠰᠠᠯᠠᠭᠴᠢ
ᠬᠦᠩ 輔國公), fait référence au seigneur d'un hoshun. Un tusalagchi gong touche un revenu annuel de 200  taels d'argent et 7 rouleaux de soie.
- Hohi Taiji (ᠲᠠᠢᠵᠢ 台吉), fait référence à un noble Mongol qui ne possède aucun des six titres précédents. Cette catégorie est divisée en 4 rangs:
  - Terigun Zereg-un Taiji (ᠲᠡᠷᠢᠭᠦᠨ
ᠵᠡᠷᠭᠡ ᠢᠢᠨ
ᠲᠠᠢᠵᠢ ), un hohi taiji de premier rang pouvant prétendre à une seigneurie héréditaire sur un hoshun. Il touche un revenu annuel de 100 taels d'argent et de quatre rouleaux de soie.
  - Ded Zereg-un Taiji  (ᠳᠡᠳ᠋
ᠵᠡᠷᠭᠡ ᠢᠢᠨ
ᠲᠠᠢᠵᠢ ), un hohi taiji de second rang pouvant prétendre à une seigneurie héréditaire sur un hoshun. Il touche un revenu annuel de 90 taels d'argent et de trois rouleaux de soie.
  - Gutugaar Zereg-un Taiji  (ᠭᠤᠲᠤᠭᠠᠷ
ᠵᠡᠷᠭᠡ ᠢᠢᠨ
ᠲᠠᠢᠵᠢ ), un hohi taiji de troisième rang.
  - Dötugeer Zereg-un Taiji (ᠳᠥᠲᠦᠭᠡᠷ
ᠵᠡᠷᠭᠡ ᠢᠢᠨ
ᠲᠠᠢᠵᠢ), un hohi taiji de quatrième rang. Il touche un revenu annuel de 40 taels et a 4 serfs.

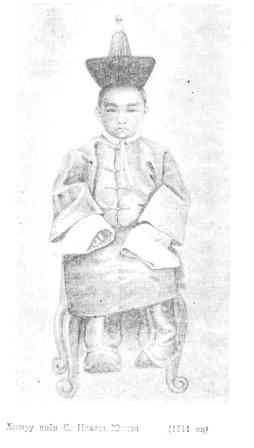
Un enfant mongol appartenant à la noblesse (dessin de 1914)

### Titres génériques
Outre les rangs listés ci-dessus, les nobles sont également divisés en deux types :
- Töröl Taiji (littéralement « nobles apparentés »), membres de « l'Altan Urug » et descendants de Gengis Khan.
- Khariyatu Taiji (littéralement "sujets nobles"), utilisé pour désigner les descendants de Jöchi Khasar, Belgutei ou de tout autre frère de Gengis Khan, ou encore de Toghril et des Noyans Tumetu-iin.

Les autres titres utilisés pour désigner les nobles mongols incluent :
- A-ge (ᠠᠭᠡ 阿哥), fils d'une famille noble.
- Tabunang (ᠲᠠᠪᠤᠨᠠᠩ 塔布囊), gendre d'une famille noble.

### Titres non nobles
- Soumon Albatu (сумын албат), fait référence à un serf en général
- Hamjilga (хамжлага), fait référence à un serf d'une famille noble
- Shabi (шавь), fait référence à un serviteur d'un hotogtu (ᠬᠤᠲᠤᠬᠲᠤ; un titre décerné par le Dalai Lama ou le Panchen Lama)

## Voir également
- Histoire de la Mongolie
- Maison Qiyad